# 威廉·弗伦奇·安德森
威廉·弗伦奇·安德森（William French Anderson，1936年12月21日—），美国医学家、遗传学家，基因疗法的先驱者。大学就读哈佛大学，1958年毕业。后赴剑桥大学，师从弗朗西斯·克里克，1960年获硕士学位。1963年获哈佛博士学位。1965年到国家卫生研究所马歇尔·尼伦伯格的实验室做研究。1968年开发了一种延长地中海贫血患者寿命的疗法，不过，此类疗法与后来的基因治疗相去甚远，他后来放弃了这类研究。
1980年代理查德·穆里根发现用逆转录病毒将基因移入哺乳动物细胞的方法后，安德森变希望将这项技术用于医学实践，他选择腺苷脱氨酶缺乏症做研究目标。1984年他开始了与免疫学家迈克尔·布里兹的合作，1987年，研究小组成员唐·孔恩成功将腺苷脱氨酶（ADA）的基因移入白细胞。不过，安德森向DNA咨询委员会申请人类实验却遭拒绝。1989年，他与斯蒂芬·罗森堡合作，成功将改造过的细胞注入一恶性皮肤瘤患者体内。1990年9月，安德森等在一名患ADA缺乏症的小女孩身上进行了实验，将她自己的白细胞与含ADA基因的病毒混合后繁殖，将得到的白细胞重新注入人体。在进行了11次治疗后，他们认为小女孩的免疫系统已经获得改善。
安德森曾获1992年美国卫生和福利部杰出服务奖、1994年费萨尔国王奖、1995年美国国家生物化学奖、2003年高等研究所医学奖。